# Saison 21 des Griffin
 (septembre 2022).
Si vous disposez d'ouvrages ou d'articles de référence ou si vous connaissez des sites web de qualité traitant du thème abordé ici, merci de compléter l'article en donnant les références utiles à sa vérifiabilité et en les liant à la section « Notes et références ».
Chronologie
Saison 20 Saison 22
La vingt et unième saison de la série d'animation Les Griffin (Family Guy) est diffusée du 25 septembre 2022  au 7 mai 2023  sur le  réseau Fox aux États-Unis et sur Citytv au Canada.

Cette saison contient le 400eme épisode.

## Épisodes
| No. série | No. saison | Titres (France et Québec)                                    | Titre original             | Réalisation     | Scénario                     | Date de diffusion (FOX) | Dates de diffusion MCM Télétoon | Code prod. | Audience |
| --- | ---------- | ------------------------------------------------------------ | -------------------------- | --------------- | ---------------------------- | ----------------------- | ------------------------------- | ---------- | -------- |
| 390 | 1          | Les Oscars des Griffin La cérémonie des Oscars               | Oscar Guys                 | Greg Colton     | Damien Fahey                 | 25 septembre 2022       | — 2 novembre 2023               | LACX18     | 1.57     |
| Peter raconte trois histoires adaptées de films ayant remporté des oscars, comme American Beauty, Le Silence des Agneaux et Forrest Gump. |            |                                                              |                            |                 |                              |                         |                                 |            |          |
| 391 | 2          | Soirée films Le tour du Blockbuster                          | Blend Or Blockbuster       | John Holmquist  | Artie Johann                 | 2 octobre 2022          | — 9 novembre 2023               | LACX19     | 1.12     |
| Les Griffin se rendent dans le dernier magasin du pays qui propose encore la location de cassettes vidéos.                                |            |                                                              |                            |                 |                              |                         |                                 |            |          |
| 392 | 3          | Changement de femme L'infirme à la fenêtre                   | A Wife Changing Experience | Steve Robertson | Steve Callaghan              | 9 octobre 2022          | — 16 novembre 2023              | LACX20     | 1.49     |
| Joe surprend Lois nue sous la douche et Stewie reçoit en cadeau une voiture miniature de son grand-père.                                  |            |                                                              |                            |                 |                              |                         |                                 |            |          |
| 393 | 4          | Un penchant dans la tête Sous influence                      | The Munchurian Candidate   | Joe Vaux        | Mike Desilets                | 16 octobre 2022         | — 23 novembre 2023              | MACX05     | 1.01     |
| Lois a recours à l'hypnose pour que Peter la satisfasse sexuellement et Stewie se construit une cabane.                                   |            |                                                              |                            |                 |                              |                         |                                 |            |          |
| 394 | 5          | Post Braguette Gosser le facteur                             | Unzipped Code              | Julius Wu       | Matt McElaney et Matt Pabian | 23 octobre 2022         | — 30 novembre 2023              | MACX06     | 1.42     |
| Cleveland perd son travail et devient le collaborateur de Peter à la brasserie.                                                           |            |                                                              |                            |                 |                              |                         |                                 |            |          |
| 395 | 6          | Joyeux Holo-ween Joyeuse Holo-ween                           | Happy Holo Ween            | Joseph Lee      | Evan Waite                   | 30 octobre 2022         | — 26 octobre 2023               | MACX03     | 1.53     |
| Peter se créé un hologramme pour Halloween.                                                                                               |            |                                                              |                            |                 |                              |                         |                                 |            |          |
| 396 | 7          | La grande vadrouille de Stewie En cachette                   | The Stew Away              | Mike Kim        | Travis Bowe                  | 13 novembre 2022        | — 7 décembre 2023               | MACX07     | 1.58     |
| Peter et Lois partent pour le Vermont alors que Stewie se retrouve accidentellement à Paris.                                              |            |                                                              |                            |                 |                              |                         |                                 |            |          |
| 397 | 8          | Tous sur Stewie Intimidé                                     | Get Stewie                 | Jerry Langford  | Artie Johann                 | 20 novembre 2022        | — 14 décembre 2023              | MACX01     | 1.19     |
| Stewie est fou d'une chanteuse et Peter subit une opération.                                                                              |            |                                                              |                            |                 |                              |                         |                                 |            |          |
| 398 | 9          | Les noces foraines Carnavalesque                             | Carny Knowledge            | Brian Isles     | Steve Callaghan              | 4 décembre 2022         | — 11 janvier 2024               | MACX04     | 1.04     |
| Peter et Chris participent à un jeu père-fils et Brian sort avec une fille foraine.                                                       |            |                                                              |                            |                 |                              |                         |                                 |            |          |
| 399 | 10         | Le Candidat Le candidat                                      | The Candidate              | John Holmquist  | Mark Hentemann               | 11 décembre 2022        | — 18 janvier 2024               | MACX08     | 1.44     |
| Stewie se présente contre Doug aux élections de l'école.                                                                                  |            |                                                              |                            |                 |                              |                         |                                 |            |          |
| 400 | 11         | Amours de jeunesses Ma première histoire d'amour             | Love Story Guy             | Steve Robertson | Patrick Meigham              | 8 janvier 2023          | — — 8 février 2023              | MACX02     | 1.24     |
| Peter et ses amis racontent leurs premières amours à l'occasion du 400ème épisode.                                                        |            |                                                              |                            |                 |                              |                         |                                 |            |          |
| 401 | 12         | Old West —                                                   | Old West                   | Greg Colton     | Artie Johann                 | 19 février 2023         | —                               | MACX10     | 1.07     |
| Peter essaie de réconcilier le maire West et son père.                                                                                    |            |                                                              |                            |                 |                              |                         |                                 |            |          |
| 402 | 13         | Père blanc célibataire Père célibataire                      | Single White Dad           | Jerry Langford  | Artie Johann                 | 26 février 2023         | —                               | MACX11     | 0.94     |
| Un accident casse le pied de Lois pour une semaine. Peter va devoir jouer les pères célibataires.                                         |            |                                                              |                            |                 |                              |                         |                                 |            |          |
| 403 | 14         | Blanche Meg ne sait pas sauter Les Meg ne peuvent pas sauter | White Meg Can't Jump       | Greg Colton     | Emily Towers                 | 5 mars 2023             | —                               | MACX09     | 0.85     |
| Meg devient basketteuse alors que Stewie sombre dans la paranoïa.                                                                         |            |                                                              |                            |                 |                              |                         |                                 |            |          |
| 404 | 15         | Adopte une orpheline — Adoptation                            | Adoptation                 | Julius Wu       | Mark Hentemann               | 5 mars 2023             | —                               | MACX13     | 1.05     |
| Carter adopte une petite fille . |            |                                                              |                            |                 |                              |                         |                                 |            |          |
| 405 | 16         | Oiseau Hitlérien Oiseau de Führer                            | The Bird Reich             | Joseph Lee      | Julius Sharp                 | 16 avril 2023           | —                               | MACX12     |          |
| Peter achète un oiseau ayant appartenu à Hitler. Brian veut arrêter d'écrire .                                                            |            |                                                              |                            |                 |                              |                         |                                 |            |          |
| 406 | 17         | Une bouteille à la mère Un épisode abordable                 | A Bottle Episode           | Mike Kim        | Artie Johann                 | 16 avril 2023           | —                               | MACX14     |          |
| Lois se retrouve accusée de vol et Brian et Stewie deviennent des représentants .                                                         |            |                                                              |                            |                 |                              |                         |                                 |            |          |
| 407 | 18         | Braquage à la Pawtucker — Le vigile et le délinquant         | Vat Man and Rob Them       | Brian Isles     | Damien Farhey                | 23 avril 2023           | —                               | MACX15     |          |
| Peter devient veilleur de nuit et Stewie doit libérer Brian d'un dangereux Tik Toker .                                                    |            |                                                              |                            |                 |                              |                         |                                 |            |          |
| 408 | 19         | Bons baisers de Russie — Avec amour de Russie                | From Russia With Love      | John Holmquist  | Polina Diaz                  | 30 avril 2023           | —                               | MACX16     |          |
| Meg rencontre l'amour en Russie et Quagmire sort avec la nemesis de Lois.                                                                 |            |                                                              |                            |                 |                              |                         |                                 |            |          |
| 409 | 20         | La vocation de Chris — L'éducation aux adultes               | Adult Education            | Steve Robertson | Matt Pabian                  | 7 mai 2023              | —                               | MACX17     |          |
| Meg envisage de se marier et Chris aide le principal Shepherd à tourner des films X.                                                      |            |                                                              |                            |                 |                              |                         |                                 |            |          |